# Liste des seigneurs de Torcy
Cette page présente la liste des seigneurs de la ville de Torcy de leur accession au pouvoir jusqu'à la fin de règne, depuis 1107 jusqu'en 1789.

## Histoire

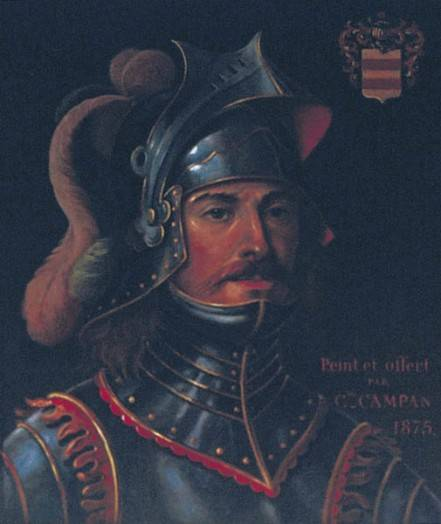
Anseau de Garlande

Nicolas Durand de Villegagnon

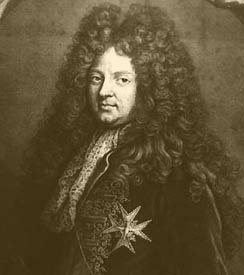
Jean-Baptiste Colbert de Torcy

| Période | Période | Identité                                        | Étiquette                     | Qualité |
| ------- | ------- | ----------------------------------------------- | ----------------------------- | ------- |
| 1107    | 1118    | Anseau de Garlande                              | Sénéchal de France            |         |
| 1139    | 1188    | Robert Ier de Dreux                             | Comte                         |         |
| 1188    | 1189    | Guillaume de Dreux                              | Comte                         |         |
| 1189    | 1219    | Robert II de Dreux                              | Comte                         |         |
| 1219    | 1239    | Henri II de Bar                                 | Comte                         |         |
| 1239    | 1268    | Thiébaut II de Bar                              | Comte                         |         |
| 1268    | 1291    | Renaud de Bar                                   |                               |         |
| 1291    | 1297    | Henri III de Bar                                | Comte                         |         |
| 1297    | 1300    | Jean de Chevry                                  |                               |         |
| 1300    | 1343    | ?                                               |                               |         |
| 1343    | 1350    | Jean II de France                               | Duc                           |         |
| 1350    | 1364    | Robert de Lorris                                | Chambellan                    |         |
| 1364    | ?       | Pierre Blanchet                                 | Secrétaire du Roi             |         |
| ?       | 1423    | Jacques Lempereur                               |                               |         |
| 1423    | 1423    | Jean le Clerc                                   | Chancelier du Roi             |         |
| 1431    | 1436    | Hugues Rapiout                                  | Prévôt des marchands de Paris |         |
| 1466    | 1472    | Thomas de Huston                                | Chevalier écossais            |         |
| 1472    | 1482    | Pierre Cleret Ecuyer                            | Chevalier français            |         |
| 1482    | 1487    | Etienne Petit                                   | Secretaire du Roi             |         |
| 1522    | 1529    | Jean Poncher                                    | Trésorier de France           |         |
| 1529    | 1550    | François Descars                                | Chevalier français            |         |
| 1550    | 1571    | Nicolas Durand de Villegagnon                   |                               |         |
| 1576    | 1626    | Geoffroy Camus de Pontcarré                     |                               |         |
| 1626    | ?       | ?                                               |                               |         |
| ?       | 1655    | De Laistre                                      |                               |         |
| 1655    | 1674    | Joachim Béraud                                  | Grand Audiencier de France    |         |
| 1674    | 1674    | Jean de La Croix                                | Maître des Comptes            |         |
| 1674    | 1746    | Jean-Baptiste Colbert de Torcy                  | Marquis                       |         |
| 1746    | ?       | Antoine-Charles-Félix Colbert de Croissy-Bierné | Marquis                       |         |
| ?       | 1762    | Gaspard-Hyacinthe de Caze                       | Fermier général               |         |
| 1762    | 1763    | Anne-Nicolas-Robert de Caze de Javincourt       | Fermier général               |         |
| 1763    | 1765    | Gabriel Michel                                  | Non listé                     |         |
| 1765    | 1781    | François Gaston de Lévis                        | Maréchal de France            |         |
| 1781    | ?       | Le Carpenterie                                  | Écuyer de la Reine            |         |

## Seigneurs de Torcy

### Anseau de Garlande
Anseau de Garlande, né vers 1069 décédé en 1118, fut sénéchal de France de 1108 à 1118.

### Jean de Chevry
Jean Ier de Chevry, mort le 13 juin 1300, seigneur de Chevry, descendant de Evrard de Chevry ; Jean de Chevry est prieur de France de l'ordre de Saint-Jean de Jérusalem de juin 1272 à août 1278.
En 1297, Philippe le Bel confie les terres de Torcy à Jean de Chevry. Ses descendants gardèrent la terre de Chevry jusqu’à la fin du XVe siècle. Jean de Chevry est nommé évêque de Carcassonne par Boniface VIII de 1299 à sa mort en 1300.

### Robert de Lorris
Robert de Lorris, mort vers 1380, fut seigneur d’Ermenonville, de Pontarmé, de Beaurain, de Montépilloy, vicomte de Montreuil et seigneur de Berck, de Verton et de Torcy. Il fut chambellan du roi Jean II le Bon.

### Hugues Rapiout

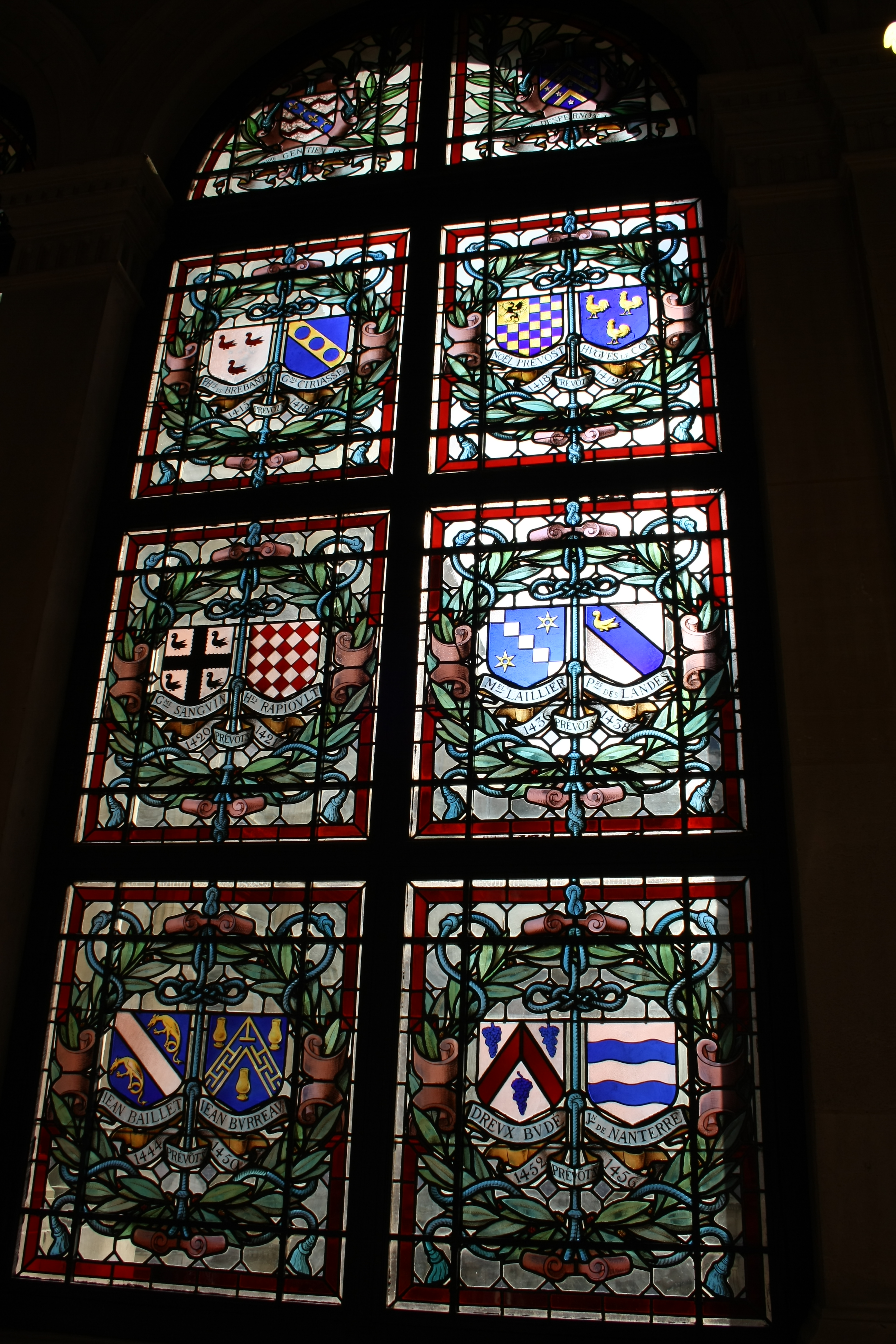
Armoiries d'Hugues Rapiout

Hugues Rapiout, décédé en 1434 ou 1436, seigneur de Livry-en-l'Aulnoye à partir de 1423 et de Torcy et Chemin-en-Brie a été président des Requêtes au Parlement de Bourgogne de 1422 à 1431. Il est un partisan des Bourguignons. Après avoir donné allégeance en 1431 au roi d'Angleterre et il fut nommé de 1432 à 1434 Prévôt des marchands de Paris. Grâce à sa nouvelle fonction, il développe la culture de la vigne dans son domaine de Livry et s'en réserva le monopole, agissant ainsi indirectement au profit de l'occupant anglais qui tentait de relancer les Foires de Champagne et d'assurer le ravitaillement de Paris. Hugues Rapiout a contribué au banquet organisé au Palais de la Cité à Paris le 28 juin 1428 par le régent anglais, le duc de Bedford Jean de Lancastre, en présence de 8000 notables parisiens, dont l'évêque de Paris.

### Thomas de Huston
Thomas de Huston, un chevalier écossais originaire de la région de Girvan, vint combattre les Anglais en France dans le cadre de l’Auld Alliance. Il reçoit par don du roi Charles VII la châtellenie de Gournay, pour avoir été le premier avec Arthur de Richemont à entrer dans la ville de Meaux lors du siège contre les Anglais du 20 juillet au 10 août 1439. Louis XI lui échangea cette terre le 12 ou 13 juin 1466 contre le domaine de Torcy, afin de donner Gournay au comte de Dammartin,. Thomas de Huston y demeura jusqu'à sa mort en 1472[réf. nécessaire].

### Joachim Béraud
Joachim Béraud, né en 1603, décédé en 1683 est un bourgeois de Lyon, qui a fait richesse dans la fabrique des liards, puis devenu un noble français avec comme fonction de Grand Audiencier de France. Joachim Béraud reçoit les terres de Torcy en se mariant avec Marguerite de Laistre avec laquelle il aura une fille unique, Marguerite-Françoise Béraud (1642-1719) qui se mariera avec Charles Colbert le 20 janvier 1664. 
En 1656, Joachim Béraud achète le fief voisin de Croissy, et en 1675, il fait transférer le marché et les foires de Croissy à Torcy,.

### Jean-Baptiste Colbert de Torcy
Jean-Baptiste Colbert de Torcy, né à Paris le 14 septembre 1665, décédé le 2 septembre 1746, fils de Charles Colbert de Croissy et de Marguerite-Françoise Béraud, est un diplomate français du règne de Louis XIV et le premier marquis de Torcy.

### Antoine-Charles-Félix Colbert de Croissy-Bierné
Antoine-Charles-Félix Colbert de Croissy-Bierné, né le 10 juillet 1729 et décédé le 20 janvier 1788, est le fils de Jean-Baptiste Colbert de Torcy et de Henriette Bibienne de Franquetot de Coigny. Il était le second marquis de Torcy, et capitaine de Gendarmerie et maréchal de camp.

### Gaspard-Hyacinthe de Caze de la Bove
Gaspard-Hyacinthe de Caze de la Bove, né le 8 septembre 1678 à Lambesc, décédé le 14 avril 1752 à Paris est un écuyer issu d’une famille originaire du midi de la France. Il avait la charge de trésorier général des postes et relais de France. Gaspard-Hyacinthe Caze se marie le 15 octobre 1710 avec Marie Henriette De Watelet, avec qui il aura sept enfants. Il rachète à François-Augustin d'Ausbourg, le 30 septembre 1719 la baronnie et le château de la Bôve, en laonnais. Dès 1721, il devient trésorier général des fermiers généraux, intendant du Dauphiné, de Bretagne et du Béarn. En 1748, il fait construire le château de Torcy.

### Anne-Nicolas-Robert de Caze de Javincourt
Anne-Nicolas-Robert de Caze de Javincourt, né à Paris le 4 février 1718, mort le 8 juin 1793, issu d’une famille originaire du midi de la France, fils de Gaspard-Hyacinthe de Caze et de Henriette Wattelet est un noble français qui avait la fonction de fermier général. Il se marie avec Marie Susanne Francoise Brunet d'Evry en 1739 mais il la quittera au bout de quelques années. En 1747, il épouse en secondes noces Susanne Félix Lescamotier, fille de Jean-Baptiste Lescamotier, secrétaire du Roi.
Anne-Nicolas-Robert de Caze prend en 1751 la succession de son père, le fermier général Gaspard-Hyacinthe de Caze. Amateur d’art et de livres, il invite dans la salle de théâtre du château des artistes comme Claude Balbastre dont il est le mécène, et des comédiens de renom de l’époque tel Dugazon avec l’épouse duquel il a une liaison retentissante. Mais ce conseiller-secrétaire du Roi avait un train de vie si fastueux qu’il fait faillite et il est obligé de quitter son domaine et le château que son père a bâti en 1748 a Torcy.
Il contribua dans des proportions différentes comme les 64 autres fermiers généraux aux frais de l'édition par Barbou en 1762 des Fables de Jean de La Fontaine, illustrée par Charles Eisen (1720-1778) et Pierre-Philippe Choffard (1730-1809). Il avait son hôtel particulier place Louis-le-Grand à Paris

## Pour approfondir